# حب في حب (فلم)
حب في حب فيلم مصري من إنتاج عام 1960، بطولة هند رستم وفاروق عجرمة، إخراج سيف الدين شوكت.

## قصة الفيلم
تدور أحداث الفيلم حول مجدي المحرر بإحدى المجلات، يقابل نوسة عازفة البيانولا الفقيرة وتحكي له عن معاناتها، يقوم مجدي بالكتابة عن قصة نوسة في المجلة فتنال إعجاب القراء، ويتم تكريمه من مدير المجلة، تغار زميلته شيرين من نجاحه فتقوم بكتابة مقالة عن ملكة الأناقة، يقوم مجدي بإشراك نوسة في مسابقة ملكة الأناقة ويقوم بتعليمها وتفوز في المسابقة وتتوالى الأحداث.

## بطولة
- هند رستم: (نوسة)
- فاروق عجرمة: (مجدي)
- حسن فايق: (بحري عبد البر)
- زينات صدقي: (والدة منير وعمة مجدي)
- فؤاد المهندس: (منير)
- جمالات زايد: (الجارة)
- آمال زايد: (الجارة)
- إيمان: (شيرين شوكت)
- أحمد مظهر: (ضيف شرف بشخصيته الحقيقية)
- محمود المليجي: (ضيف شرف - مدير المجلة)
- رياض القصبجي: (ضيف شرف - عم نوسة)

## فريق العمل
- إخراج: سيف الدين شوكت
- تأليف: حسن توفيق، ميريللا توفيق
- إنتاج: فاروق عجرمة
- توزيع: عبد الرحيم يزدي
- مونتاج: كمال أبو العلا
- مدير التصوير: برونو سالفي

## وصلات خارجية
- مقالات تستعمل روابط فنية بلا صلة مع ويكي بيانات
- صفحة الفيلم في قاعدة بيانات الأفلام العربية